# Malacaria meliolicola
Malacaria meliolicola är en svampart som beskrevs av Syd. 1930. Malacaria meliolicola ingår i släktet Malacaria och familjen Tubeufiaceae.   Inga underarter finns listade i Catalogue of Life.